# إبراهيم الدباغ
إبراهيم مصطفى الدبّاغ (1880 - 26 فبراير 1946) شاعر وصحفي وكاتب فلسطيني.
ولد في يافا ونشأ فيها. تعلّم القرآن والتجويد، ثم سافر إلى القاهرة والتحق بالأزهر. عاش بائسًا، وكان له صلات أدبية مع كبار شعراء عصره وعلمائه. كُفّ بصره في كهولته. توفي في القاهرة. له ديوان شعر في جزآن، يضم الأول شعره بين عامي 1920 - 1925 والثاني شعره بين عامي 1926- 1938، قدم له خليل مطران وجمعه ابن أخيه مصطفى مراد الدباغ بعد وفاته.

## سيرته
ولد إبراهيم بن مصطفى بن عبد القادر الدّباغ في مدينة يافا بقضاء يافا في متصرفية القدس العثمانية سنة 1880 م/ 1297 هـ ونشأ فيها إلى سن الشباب. يعود لأسرة أصولها من الحجاز. درس في كتاتيبها فتعلّم القرآن والتجويد. نشأ يتيماً فكفله جداه لأبيه، ولأمه، وعنهما تلقى الملاحم (الشعبية) العربية. سمع بعض مجالس عبد الله النديم. ثم رحل إلى مصر فتلقى دراسته العلمية في الأزهر فحصل على شهادته العالية.
كان من أساتذته الشيخ محمد عبده، وسيد المرصفي، و محمد المهدي، والشيخ حسن الطويل.
ذاع صيته في الأدب، ورفاقه هم حافظ إبراهيم وأنطون الجميل وخليل مطران وزكي مبارك وأحمد زكي أبو شادي، وبدأ يناظر ويساجل ويروي الشعر.
استوطن مصر دائمًا واشتغل خياطاً وهو صبي، ثم حداداً.
وبعد الأزهر عمل بالصحافة. وفي عام 1903 أنشأ في القاهرة مجلة الإنسانية وظلت تصدر ثمانية أعوام، وأسهم في تحرير صحف الحزب الوطني المصري، مصطفى كامل. فهو انضم حزبه، وتوثقت صلته بزعمائه. شغل مكان رئيس التحرير مثل العهد القديم والتمثيل والمسرح والقاهرة.

## وفاته
أصيب إبراهيم الدباغ بعدة أمراض منها داء السكر، وتوفي في 26 شباط/فبراير 1946 - 25 ربيع الأول 1365 في القاهرة بالمملكة المصرية وشيع بها رسميًا. بعد وفاته نقلت مكتبته من مصر إلى يافا ومن ضمنها عدة دواوين شعرية، وبعض كتبه الأدبية والتاريخية لم تطبع والتي ضاعت مع نكبة 1948.

## شعره
بدأ ينظم وهو في الثالثة عشرة من عمره وقد أسعفته ذاكرته على حفظ ما نظمه فحول الشعراء القدامى والمحدثين. كتب في أهم صحف، ونشر قصائده في المؤيد، والظاهر، ومجلة سركيس، والرقيب. جمع نظمه ونثره ودوَّنه ابن أخيه مصطفى الدباغ، وأصدر مما جمعه في ديوان بعنوان الطليعة و كتاب حديث الصومعة. قال عنه إبراهيم الجندي في تحفة الزمن بترتيب تراجم أعلام الأدب والفن بأنه كان «شاعراً وطنيًّا حرًّا جريئاً، يعبر عن آمال الشعب وآلامه ونوازعه، ويصور بؤسه وفقره ومصائبه. وكان موزَّع الحس، مبعثر التفكير، مضطرب العقل في باطنه وظاهره، في نفسه سأم وفي جسمه ألم». وصفه محمود تيمور فقال:
هو من الشعراء الذين اشتركوا في النهضة الأدبية، وكانت قصائده وأحاديثه تنشر في مجلة الزهور ويكتب بتواقيع مستعارة.

## مؤلفاته
فقد معظم آثاره، منها:
- ديوان شعر في جزآن، يضم الأول شعره بين عامي 1925 - 1925 والثاني شعره بين عامي 1926- 1938، قدم له خليل مطران وجمعه ابن أخيه بعد وفاته.
- حديث الصومعة
- في ظلال الحريّة، مختارات من شعره ونثره.
- شهد وعلقم، مقالات وقصائد منوعة.
- الشعراء قديماً وحديثاً في الميزان
- تاريخ الحرية والعالم
- رسالة في التصوف وأبي العلاء.

و لمحمد حسن حمودة الشاعر الفلسطينى الشيخ إبراهيم الدباغ 1880-1946 حياته وشعره نشره سنة 1976.

## وصلات خارجية
- في بوابة الشعراء
- في معجم البابطين